# ادی نولان
ادی نولان (انگلیسی: Eddie Nolan؛ زادهٔ ۵ اوت ۱۹۸۸) بازیکن فوتبال اهل جمهوری ایرلند است.
از باشگاه‌هایی که در آن بازی کرده‌است می‌توان به باشگاه فوتبال استوک‌پورت کانتی، باشگاه فوتبال یورک سیتی، باشگاه فوتبال هارتل پول یونایتد، باشگاه فوتبال اسکانتورپ یونایتد، باشگاه فوتبال بلکبرن روورز، باشگاه فوتبال پرستون نورث اند، و باشگاه فوتبال شفیلد ونزدی اشاره کرد.
وی همچنین در تیم‌های ملی فوتبال زیر ۲۱ سال جمهوری ایرلند و جمهوری ایرلند بازی کرده‌است.